# (73950) 1997 TE13
(73950) 1997 TE13 – planetoida z pasa głównego asteroid okrążająca Słońce w ciągu 4,84 lat w średniej odległości 2,86 j.a. Odkryta 3 października 1997 roku.